# كليات الرؤية
كليات الرؤية (المعروفة سابقاً بكليات الفارابي) هي كلية أهلية سعودية.

## تأسيس
تأسست كليات الفارابي عام 2009 ولها فرعين في مدينة الرياض ومدينة جدة وتعمل كليات الفارابي بإشراف وزارة التعليم العالي وشهاداتها معتمدة من قبلها.

## التخصصات ومدة الدراسة
- بكالوريوس الطب والجراحة العامة (الطب البشري) مدة الدراسة: ست سنوات + سنة امتياز

- بكالوريوس طب وجراحة الفم والأسنان مدة الدراسة: ست سنوات + سنة امتياز

- بكالوريوس التمريض مدة الدراسة: أربع سنوات + سنة امتياز

## إنجازات كليات الفارابي
1. شاركت كلية الفارابي لطب الأسنان/الرياض في مؤتمر مكة الدولي الثالث عشر بثمان أبحاث علمية وقد فاز د. بسام شجاع الدين بالمركز الأول بأفضل ملصق علمي.[بحاجة لمصدر]
2. للمرة الثانية على التوالي كليات الفارابي تحرز المركز الأول وبالعلامة الكاملة في مسابقة ايدك 2016 وحصولهم على لقب أبطال المعرفة.[بحاجة لمصدر]

### إنجازات وحدة البحث العلمي لعام 2012 - 2013
- الاشتراك في المكتبة الرقمية السعودية التابعة لوزارة التعليم العالي والتي تتيح للطلاب و أعضاء هيئة التدريس إمكانية الاطلاع على المجلات العلمية المتخصصة في طب الأسنان والتمريض.[بحاجة لمصدر]
- العمل على تأمين نسخ ورقية من أهم الدوريات العلمية العالمية المحكمة المتخصصة في طب الأسنان والتمريض مما يعطي الفرصة لأعضاء هيئة التدريس والطلاب لمواكبة التطور العلمي في المجال الطبي.[بحاجة لمصدر]
- المشاركة في العديد من المؤتمرات والندوات العلمية حيث بلغ عددها 12 ندوة ومؤتمراً.[بحاجة لمصدر]
- نشر25 بحثاً علمياً محكماً ( 10 أبحاث في عام 2012 و15 بحثاً في عام 2013 ). [بحاجة لمصدر]

## إدارة
الدكتور بدران بن عبد الرحمن العمر، رئيس جامعة الملك سعود، رئيس مجلس أمناء كليات الرؤية بالرياض